# Vivian Caoba
Vivian Caoba (s'Alqueria Blanca, Santanyí, 1972) és una artista, cantant, vedet, actriu i drag-queen mallorquina. Ha estat la principal vedet de l'escena mallorquina, realitzant nombroses aparicions tant en espectacles com a la televisió pública de les Illes.
Els seus inicis es remunten a la dècada del 1990 a la ciutat de Barcelona. Les seves primeres actuacions tengueren lloc al ja extint bar Ballet Blau de Ciutat Vella, fent números de cabaret i transformisme. Ja a l'illa de Mallorca, es va donar a conèixer amb les seves actuacions on interpretava (o segons ella, "incorporava" al seu espectacle) cançons d'artistes dispars com Rocío Jurado, Núria Feliu o Maria del Mar Bonet.
Tal com afirma la mateixa Vivian, va ser la primera transformista que feia cabaret emprant com a llengua principal el català de Mallorca. Segons ella, l'ús del català com a llengua vehicular del seu espectacle és quelcom natural, i no imposat o estudiat amb anterioritat.
El seu nom real és Pere Terrassa.